# Bludovice (Havířov)
Bludovice (dříve zvané Dolní Bludovice, německy Nieder Bludowitz, polsky Błędowice (Dolne)) jsou část města Havířova v okrese Karviná. Nachází se na jihovýchodě Havířova. Prochází zde silnice I/11. V roce 2009 zde bylo evidováno 841 adres. V roce 2001 zde trvale žilo 2577 obyvatel.

## Historie
První zmínka o obci jako Bluda je z roku 1335 ve zprávě o diecezní sbírce pro Vatikán diecéze ve Vratislavi, kterou připravil papežský nuncius Galhard z Cahors. Místní katolická farnost Svaté Margarety proto musela vzniknout před rokem 1335. V té době byla obec politicky na hranici piastovského Těšínského knížectví, které bylo léno českého království od roku 1327. Od roku 1526 v důsledku toho, že Habsburkové převzali český trůn až do roku 1918 bylo v habsburské monarchii. Katolická farnost byla znovu zmíněna v podobném seznamu, který v roce 1447 připravil arcibiskup Opole Mikołaj Wolff pod názvem Bluda. V 15. století fungovala forma Blaude přizpůsobená němčině. V roce 1450 jsou zmíněny  dua Blandowicze villas takže v 15. století byla vesnice rozdělena na Dolní a Horní Bludovice[5]. Majiteli obce byli zpočátku ve středověku Bludowští erbu Kornic. Od roku 1461 se majitelem obce stal Jan Bludowski z Dolních Bludovic, který je prvním zástupcem samostatné větve rodiny Bludowskich. V roce 1528 Jan Bludowski (stejný jako v roce 1461 nebo jeho syn) obdržel od Jana z Pernštejna, těšínského regenta potvrzení rodinných výsad v Dolních Bludovicích, která brzy prodal. Podle rakouského sčítání lidu v roce 1910 měl Nieder Bludowitz 2548 obyvatel, z toho 2377 trvale registrovaných, 2459 (96,9 %) bylo polských, 45 (1,8 %) německých a 33 (1,3 %) česky hovořících, 329 (12,9 %) bylo katolických, 2170 (85,2 %) protestantů, 3 (0,1 %) kalvinistů, 26 (1 %) bylo judaismu a 20 (0,8 %) bylo jiné náboženství nebo označení.
Dolní Bludovice byly 1. července 1960 přičleněny k městu Havířov a staly se jeho novou městskou částí – Bludovice.
Bludovice je také název katastrálního území o rozloze 9,35 km2. V katastrálním území Bludovice leží i Podlesí a Životice.
V Dolních Bludovicích se narodil Józef Kiedroń (1879–1932), důlní inženýr, sociální aktivista, politik, polský ministr průmyslu a obchodu. V obci také bydlel Wiesław Adam Berger polský spisovatel.

## Městská hromadná doprava
Do lokality Bludovický kopec zajíždějí autobusy MHD přímo z centra města, a to linky 402, 413 a 417. Ostatní lokality Bludovic obsluhují linky 410 a částečně také 411, které ovšem nejsou vedeny do centra Havířova.

## Galerie

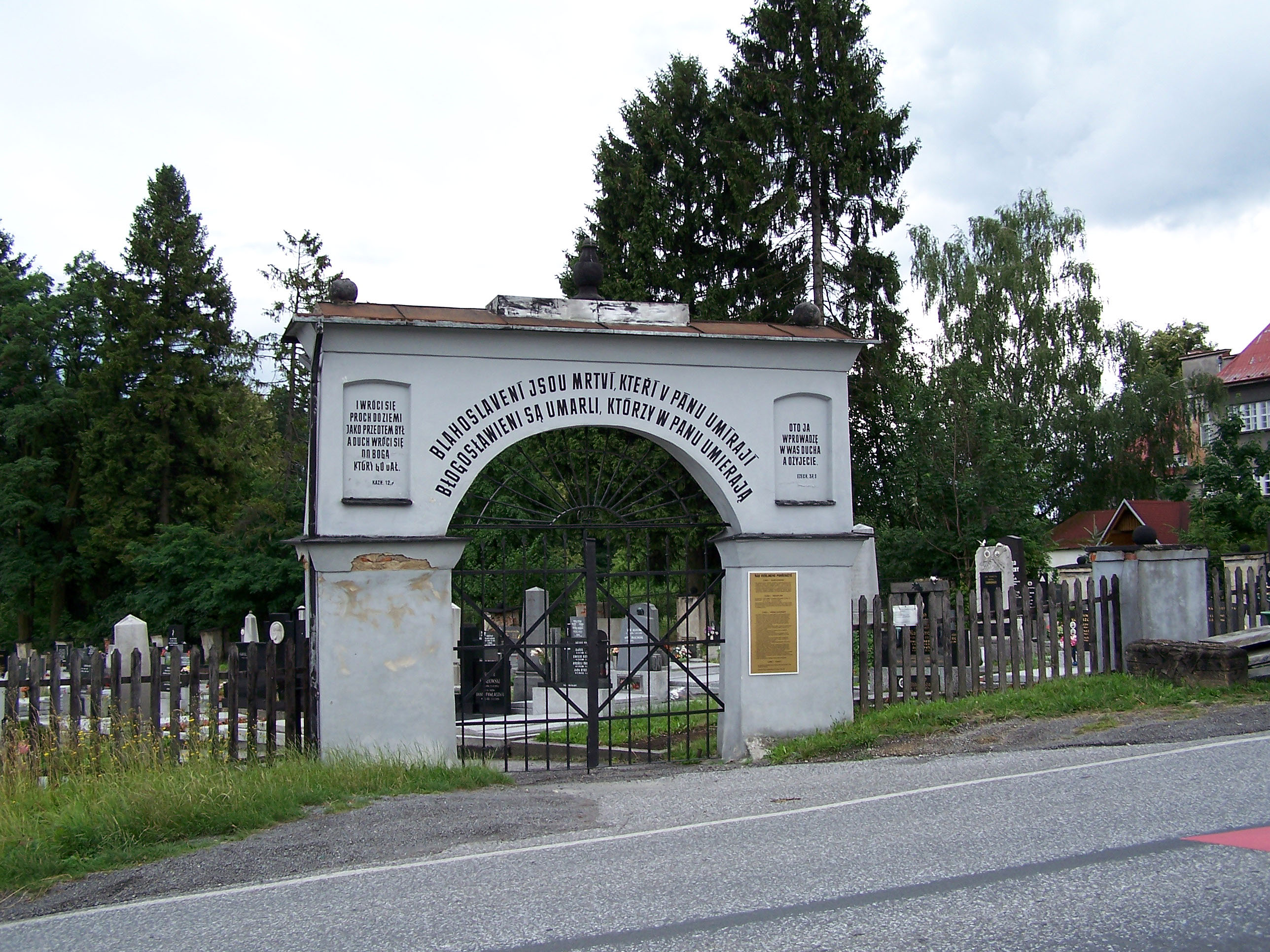
Brána starého ev. hřbitova
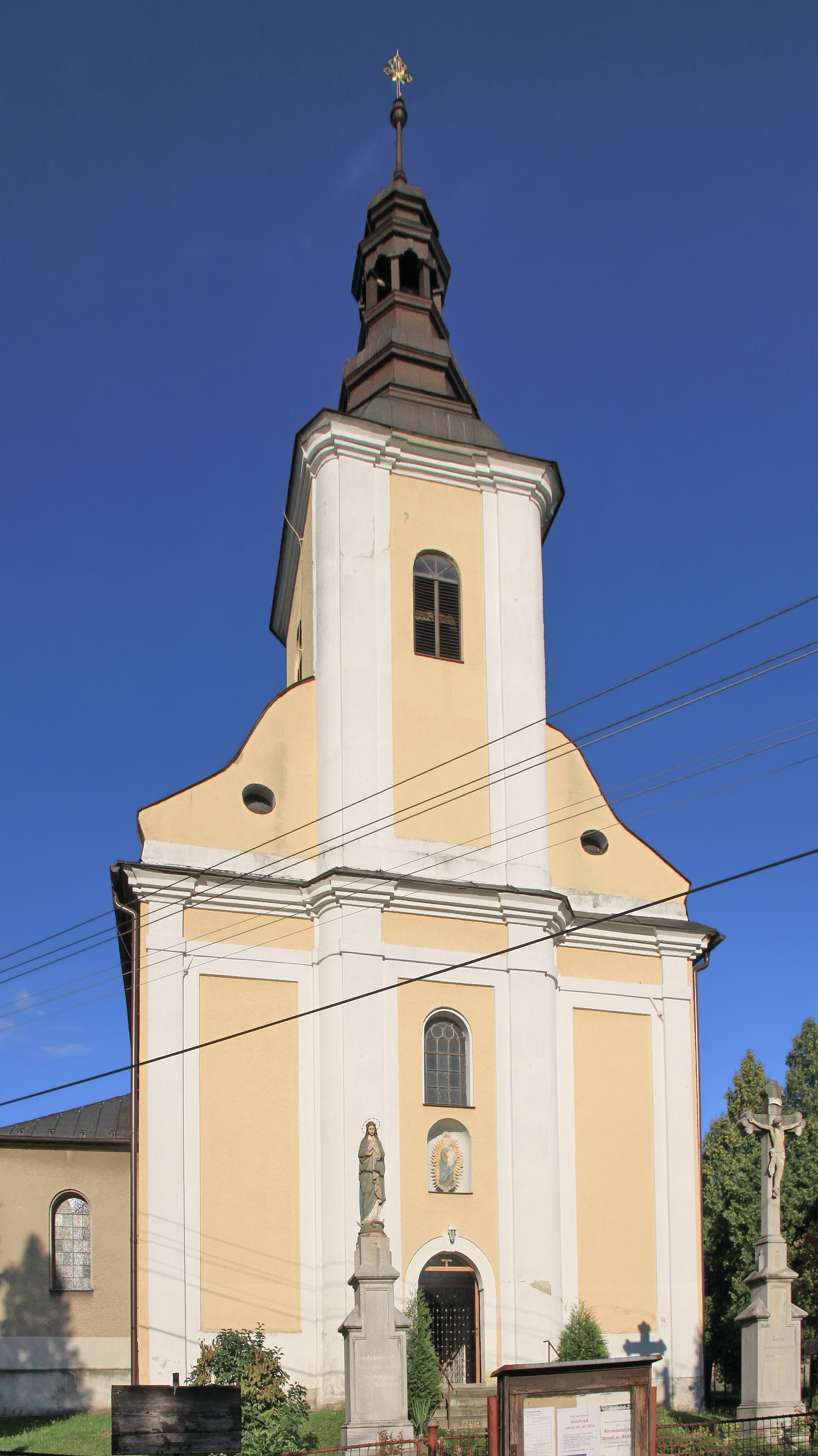
Katolický kostel
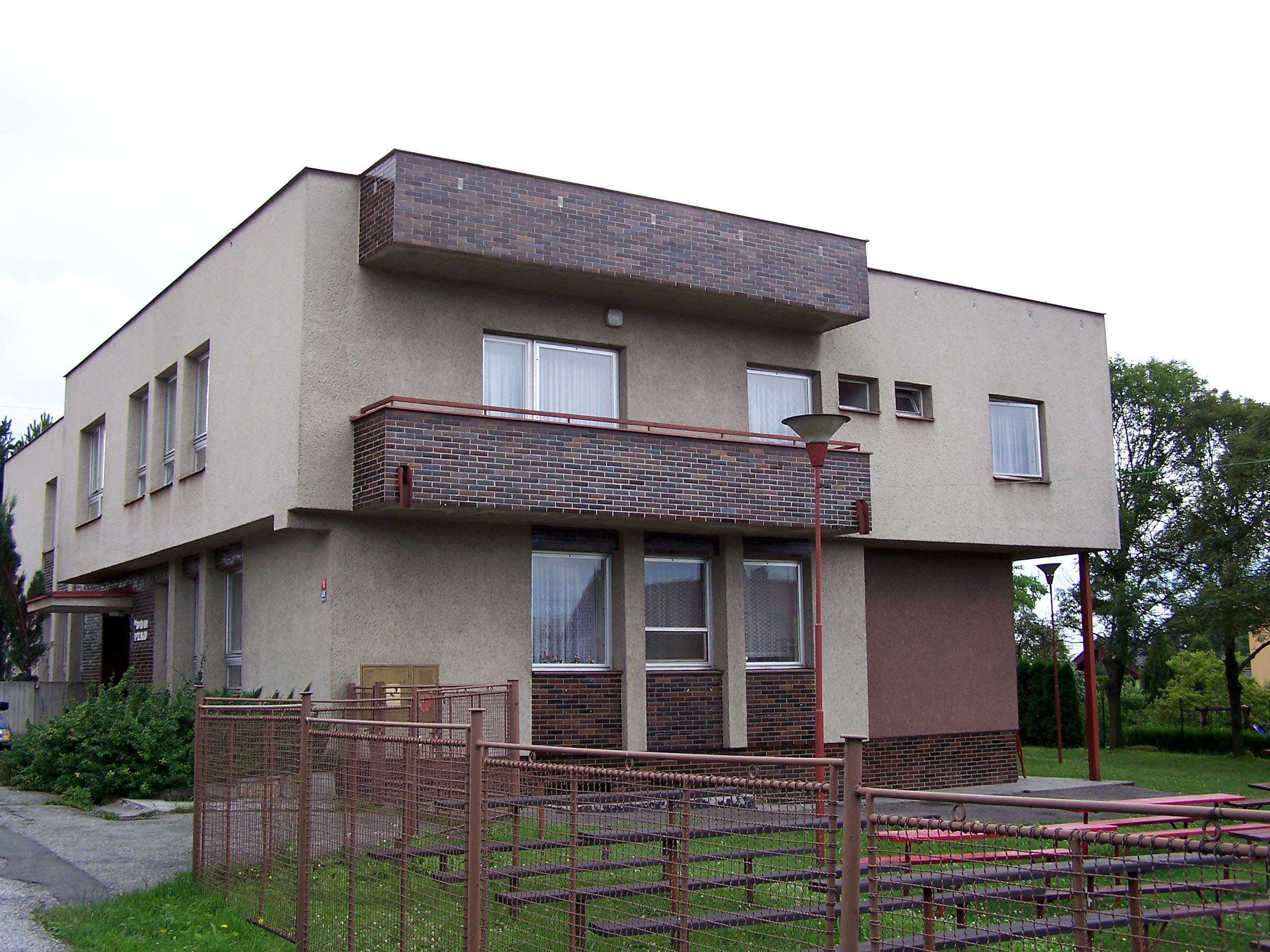
Dům PZKO
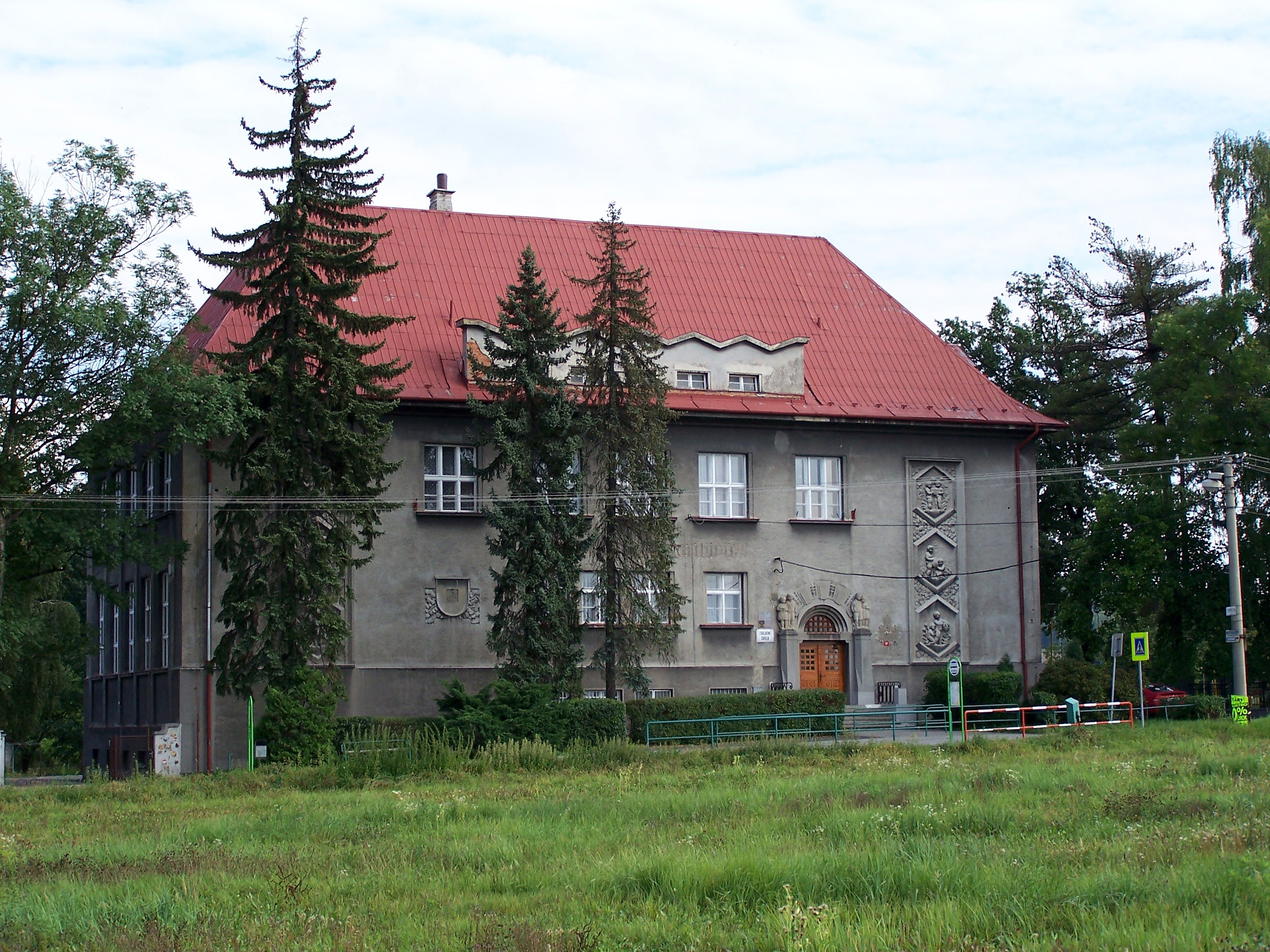
Česká škola
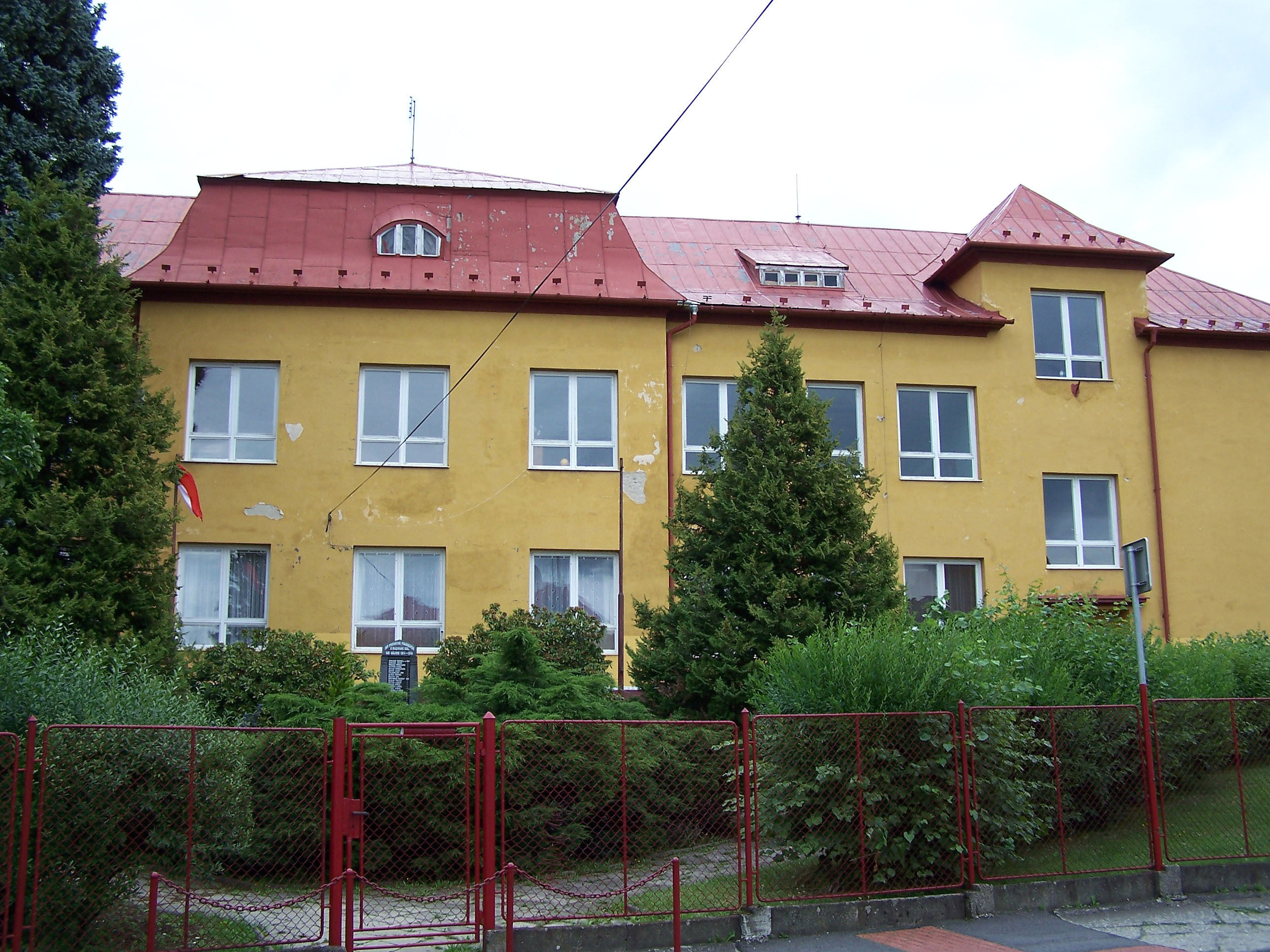
Polská škola
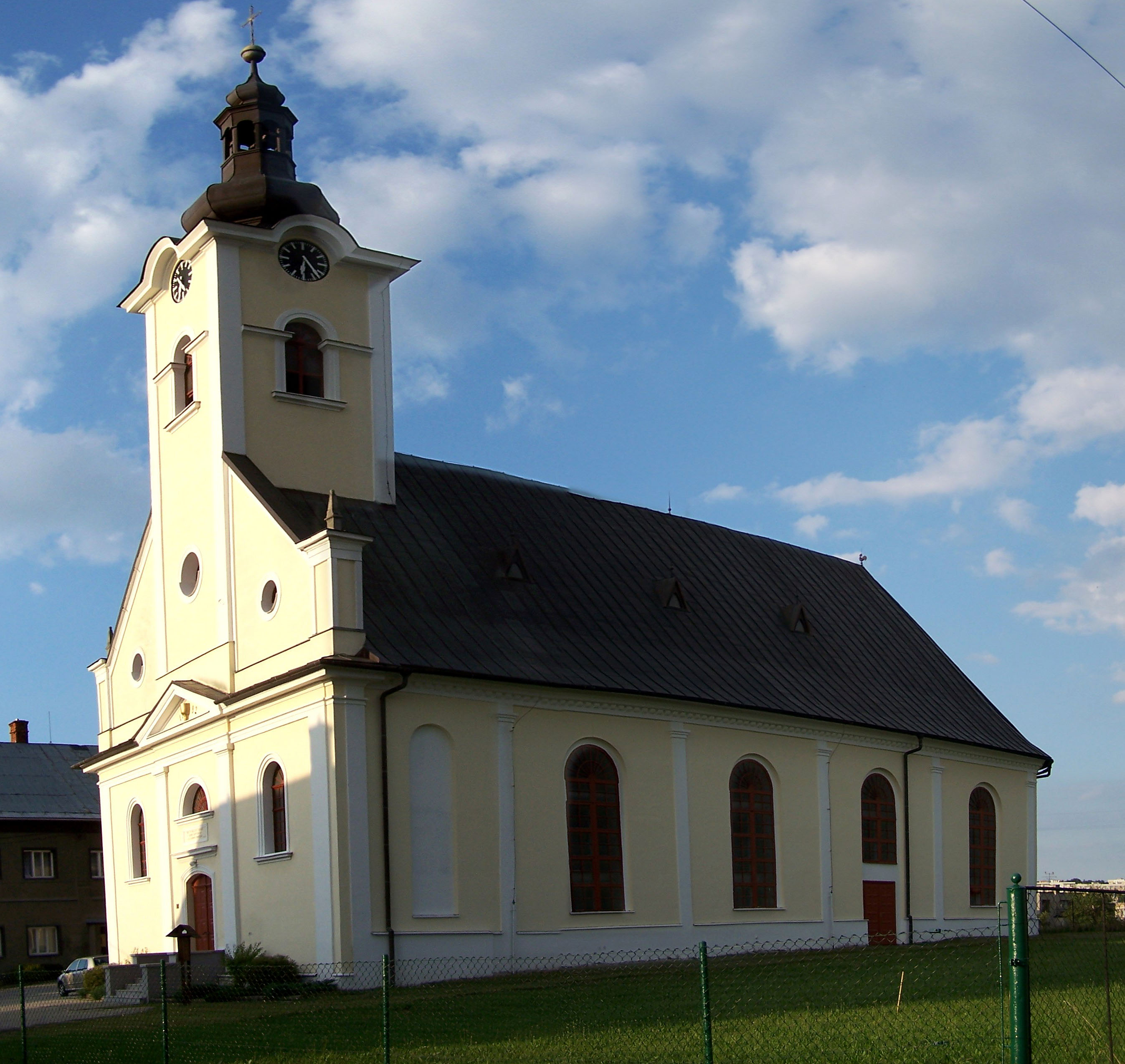
Evangelický kostel
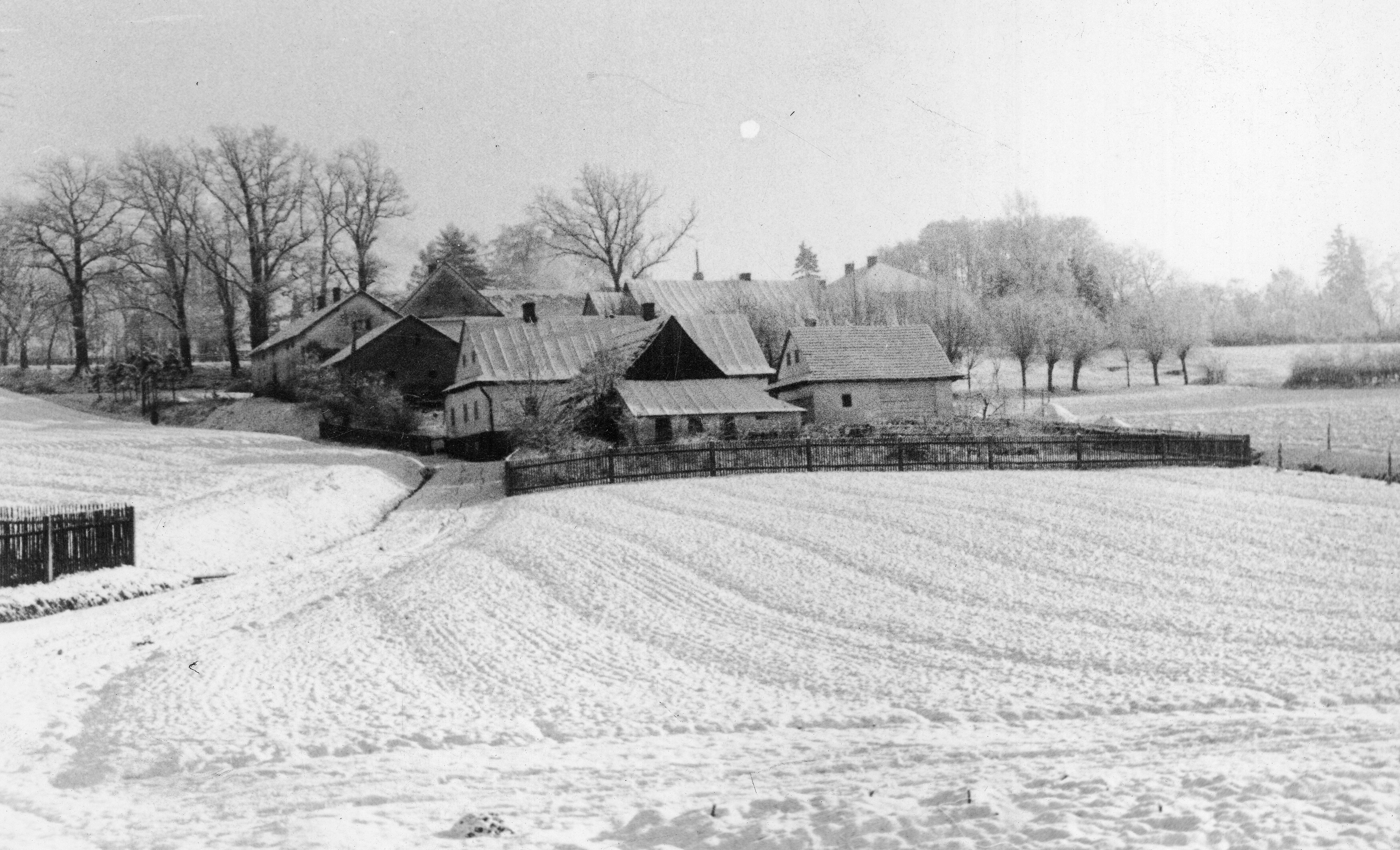
Dolní Bludovice v lednu 1932